# Децим Валерий Азиатик (легат)
Децим Валерий Азиатик (лат. Decimus Valerius Asiaticus) (около 35 — 69 год) — сын Децима Валерия Азиатика (консула-суффекта в 35 году и консула в 46 году) и Лоллии Сатурнины; отец Марка Лоллия Пауллина Валерия Азиатика Сатурнина (консула-суффекта в 94 году и консула в 125 году).
В 69 году Децим Валерий Азиатик — наместник (легат-пропретор) провинции Белгики. Перешёл на сторону Авла Вителлия, которого германская армия провозгласила императором. Вителлий «избрал его себе в зятья» и, после победы над Марком Сальвием Отоном, назначил его кандидатом в консулы на 70 год.
После убийства Вителлия в декабре 69 года Децим Валерий Азиатик примирился со сторонниками Тита Флавия Веспасиана. Умер, не успев вступить в должность консула.